# Råsunda IP
Der Råsunda Idrottsplats, häufig abgekürzt als Råsunda IP, (deutsch: Råsunda-Sportplatz) war ein Fußballstadion im Solna, Schweden.

## Geschichte
Das Stadion wurde am 18. September 1910 eröffnet und war die Heimspielstätte des AIK Fotboll. Es verfügte über eine Kapazität von 2000 Sitzplätzen. Jedoch besuchten teilweise bis zu 18.569 Zuschauer die Spiele im Stadion.
Am 18. Juni 1911 fand im Råsunda IP das erste Länderspiel statt. Die schwedische Nationalmannschaft unterlag der Auswahl des Deutschen Reichs. Während den Olympischen Sommerspielen 1912 wurden im Råsunda IP Spiele des olympischen Fußballturniers ausgetragen. Fortan trug der AIK seine Heimspiele im Olympiastadion von Stockholm aus. 1937 erfolgte der Abriss des Råsunda IP. An gleicher Stelle wurde das Råsundastadion errichtet.

## Länderspiele
| Datum         | Heim            | Gast               | Erg. | Wettbewerb                             | Zuschauer |
| ------------- | --------------- | ------------------ | ---- | -------------------------------------- | --------- |
| 18. Juni 1911 | Schweden        | Deutsches Reich    | 2:4  | Testspiel                              | 3.000     |
| 17. Sep. 1911 | Schweden        | Norwegen           | 4:1  | Testspiel                              | 3.000     |
| 27. Juni 1911 | Schweden        | Finnland           | 7:1  | Testspiel                              | 3.000     |
| 29. Juni 1912 | Österreich      | Deutsches Reich    | 5:1  | Olympische Sommerspiele 1912           | 2.000     |
| 30. Juni 1912 | Österreich      | Niederlande        | 1:3  | Olympische Sommerspiele 1912           | 7.000     |
| 30. Juni 1912 | Dänemark        | Norwegen           | 7:0  | Olympische Sommerspiele 1912           | 700       |
| 1. Juli 1912  | Schweden        | Königreich Italien | 0:1  | Olympische Sommerspiele 1912           | 2.500     |
| 1. Juli 1912  | Deutsches Reich | Russisches Reich   | 16:0 | Olympische Sommerspiele 1912           | 2.500     |
| 3. Juli 1912  | Ungarn          | Deutsches Reich    | 3:1  | Olympische Sommerspiele 1912           | 2.000     |
| 4. Juli 1912  | Finnland        | Niederlande        | 0:9  | Olympische Sommerspiele 1912           | 1.000     |
| 5. Juli 1912  | Österreich      | Ungarn             | 0:3  | Olympische Sommerspiele 1912           | 5.000     |
| 24. Mai 1914  | Schweden        | Finnland           | 4:3  | Testspiel                              | 2.000     |
| 10. Juni 1914 | Schweden        | England            | 1:5  | Testspiel                              | 5.000     |
| 19. Juni 1914 | Schweden        | Ungarn             | 1:5  | Testspiel                              | 6.000     |
| 21. Juni 1914 | Schweden        | Ungarn             | 1:1  | Testspiel                              | 5.000     |
| 5. Juli 1914  | Schweden        | Russisches Reich   | 2:2  | Testspiel                              | 1.200     |
| 25. Okt. 1914 | Schweden        | Norwegen           | 7:0  | Testspiel                              | 5.000     |
| 24. Mai 1923  | Schweden        | England            | 1:3  | Testspiel                              | 12.000    |
| 21. Sep. 1924 | Schweden        | Norwegen           | 6:1  | Nordische Fußballmeisterschaft 1924–28 | 8.000     |
| 14. Juni 1929 | Schweden        | Finnland           | 3:1  | Nordische Fußballmeisterschaft 1924–28 | 16.982    |
| 2. Juli 1933  | Schweden        | Ungarn             | 5:2  | Testspiel                              | 18.569    |